# Ёсида Сёин
Ёсида Сёин (яп. 吉田松陰 Ёсида Сё:ин, 20 сентября 1830 — 21 ноября 1859) — японский политический деятель, философ, педагог и стратег середины XIX века конца периода Эдо. Один из теоретиков и духовных проводников реставрации Мэйдзи. Почитается как синтоистское божество в токийском святилище Ясукуни.

## Биография
Ёсида Сёин родился 20 сентября 1830 года в селе Мацумото на территории Тёсю-хана. Он был вторым сыном мелкого самурая Суги Цунэмити, годовой доход которого составлял 36 коку. В 1834 году 4-летний мальчик стал названым сыном дяди Ёсиды Дайсукэ, который имел 57 коку дохода и служил хану в качестве стратега школы Ямага. Когда через год дядя умер, малолетний Сёин унаследовал его род и начал ускоренно изучать военную теорию, чтобы остаться на дядиной должности. Его учителями были родственники Тамаки Буносин, Ямада Уэмон и Ямада Матасукэ.
С 1838 года 9-летний Сёин начал читать ежедневные лекции по военной теории в ханской школе Мэйрикан, а в 1840 году, в возрасте 11 лет, проводил чтения «Сборника военных наставлений» для правителя Тёсю-хана Мори Такатики. В 1842 году дядя Сёина, Тамаки-но Бунсин, основал в селе Мацумото частную Сельскую школу Сёка, которая стала местом изучения конфуцианства и военного искусства. В ней учился сам юноша, а также его последователи. Через два года школьной подготовки 15-летний Сёин опять выступал с лекциями перед правителем хана и был награждён за блестящие знания. В 1845 году он изучил основы военной школы Наганума, а в 1848 году стал учителем ханской школы Мэйрикан. В том же году молодой учёный был назначен ханским военным инспектором и начал реформу системы береговой охраны Тёсю-хана.
В 1849 году, с разрешения ханских властей, Сёин был на кратковременной стажировке в Кюсю, где познакомился с Миябэ Тэйдзо, одним из теоретиков и членов антииностранного движения в Японии. В следующем году, в сопровождении правителя Тёсю-хана, 20-летний учёный отправился в Эдо, где стал одним из лучших учеников Сакумы Сёдзана. В 1851 году Сёин отправился изучать регион Тохоку, где познакомился с Аидзавой Сэйсисаем в Мито, осмотрел школу Ниссинкан в Айдзу и рудники Северной Японии. Но он оставил Тёсю-хан, нарушив местное законодательство и не получив официальный документ, поэтому после возвращения домой в 1856 году его лишили статуса самурая и годового дохода. Однако, благодаря расположению ханского правителя, ему было выдано особое разрешение на путешествия по Японии на 10-летний срок.
В 1853 году, в связи с прибытием эскадры кораблей Мэтью Перри в Японию, Сёин загорелся желанием изучать военное дело за границей, чтобы овладеть иностранным опытом и реформировать собственный Тёсю-хан. Однако выезд японцев за пределы страны был запрещён сёгунатом, а нарушение запрета угрожало смертной казнью. Несмотря на это, в том же году молодой учёный отправился в Нагасаки, где пытался пробраться на российский фрегат «Паллада» Евфимия Путятина, но безуспешно. После этого Сёин отправился в Эдо и по дороге посетил Киото, где встретился с интеллектуалами из разных провинций.
В 1854 году эскадра Перри во второй раз прибыла в Японию для подписания японо-американского договора и 25-летний Сёин опять попытался пробраться на иностранный корабль. Однако и в этот раз попытка оказалась неудачной и он был вынужден сдаться правительству. Сначала Сёина удерживали в тюрьме города Эдо в квартале Тэмма, а потом отправили в Тёсю-хан и посадили в тюрьму Нома. В ней он упорядочил «Записки арестанта» (яп. 幽囚録, Ю:сю:року), в которых изложил мотивы своих попыток попасть за границу.
В 1856 году правительство Тёсю-хана освободило Сёина из тюрьмы и передало родственникам под домашний арест. Ему разрешили открыть собственную школу и набрать учеников. Позже эта школа объединилась со школой Сёка, которую основал дядя учёного, а сам Сёин стал её директором. В ней он воспитал целую плеяду японских политических деятелей, которые совершили реставрацию Мэйдзи: Кидо Такаёси, Такасуги Синсаку, Ито Хиробуми, Ямагату Аритомо, Кусаку Гэндзуя, Ёсиду Томасиро, Маэбару Иссэя и других.
В 1858 году, не дождавшись разрешения Императора, сёгунат заключил японо-американский договор о сотрудничестве и торговле, что вызвало острую критику японских интеллектуалов, и Сёина в частности. Он организовал кровный союз с 17-ю единомышленниками из Тёсю-хана и задумал убить Манабэ Акикацу, который отвечал за подписание договора. Сёин тайно обратился за помощью к ханскому руководству, в котором были сильные антисёгунатовские настроения, но оно испугалось радикализма учёного и повторно заключило его в тюрьму. Тогда для реализации убийства он попытался задействовать своих единомышленников из союза и учеников, но их также арестовали и бросили в тюрьму.
В 1859 году сёгунат начал репрессии против политической оппозиции и приказал Тёсю-хану выдать Сёина. Он прибыл в Эдо 21 ноября 1859 года и после допроса был казнён. Перед смертью, во время пребывания в камере, Сёин успел составить «Записи незабываемого духа» (яп. 留魂録, рюконроку) для своих последователей и «Письмо вечной разлуки» для родственников.
После реставрации Мэйдзи, в которой активное участие принимали ученики Сёина, он был провозглашён синтоистским божеством, а в его честь в Токио возвели святилище Сёин.